# Многоцветный лорикет
Многоцветный лорикет (лат. Trichoglossus haematodus) — птица отряда попугаеобразных.

## Внешний вид
Длина тела 28—30 см, размах крыльев около 17 см; вес около 130 г. Голова голубовато-лилового цвета. Передняя часть шеи тёмно-синее, шейный поясок жёлтого цвета. Грудка красная, с боков оранжевая. Крылья, спина и верхняя часть хвоста тёмно-зелёные. Брюшко зелёное, подхвостье и нижняя часть хвоста зеленовато-жёлтые. Клюв оранжевый. Радужка у самца ярко-красная, у самки — оранжево-красная.

## Распространение
Обитает в Новой Гвинее, северной и восточной Австралии, на острове Гоали, Соломоновых островах, Новых Гебридах, Новой Каледонии и Тасмании.

## Образ жизни
Населяют высокоствольные тропические леса. Широко распространены в городах восточного побережья Австралии, где привыкают к соседству людей и живут на деревьях в непосредственной близости к жилью. Питаются различными семенами, плодами, цветами и ягодами.

## Размножение

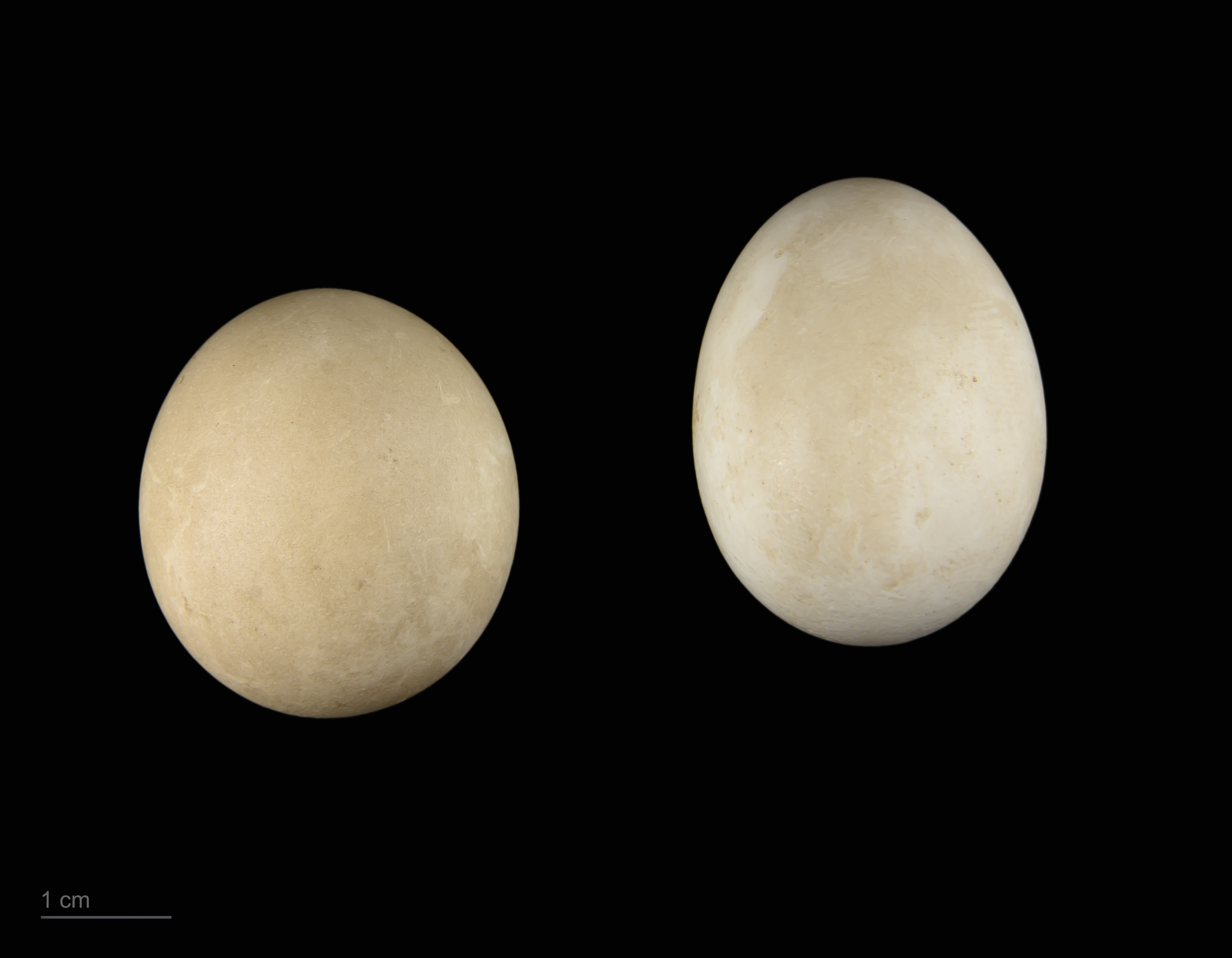
яйцо Trichoglossus haematodus — Тулузский музей

Моногамные птицы. Брачный период с августа по январь. Гнёзда располагают на высоте 25 м над землёй. В кладке 2 белых яйца. Самка насиживает их 23—25 дней. Родители кормят птенцов 7—8 недель, после чего они покидают гнездо и ещё через 2—3 недели становятся полностью самостоятельными.

## Содержание
Из-за красивой расцветки их держат в неволе чаще, чем других попугаев. В 1868 году эти попугаи были завезены в зоопарки Европы и любителям природы. Продолжительность жизни до 20 лет.

## Классификация
Вид включает в себя 21 подвид, которые различаются окраской оперения.
- Trichoglossus haematodus intermedius — обитает на северном побережье Новой Гвинеи.
- Trichoglossus haematodus brooki
- Trichoglossus haematodus nigrogularis — обитает на островах Кай, Ару и юге Новой Гвинеи.
- Trichoglossus haematodus djampeanus
- Trichoglossus haematodus capistratus
- Trichoglossus haematodus forsteni
- Trichoglossus haematodus haematodus — обитает на западе Новой Гвинеи.
- Trichoglossus haematodus massena — обитает на востоке Новой Гвинеи, архипелагах Луизиада и Бисмарка, Соломоновы островах и Вануату.
- Trichoglossus haematodus mitchellii
- Trichoglossus haematodus nesophilus — обитает на островах Ninigo и Hermit.
- Trichoglossus haematodus flavicans — обитает на островах Сент-Маттайас и Адмиралтейства.
- Trichoglossus haematodus rubritorquis
- Trichoglossus haematodus rosenbergii — обитает на острове Biak, в Индонезии.
- Trichoglossus haematodus micropteryx
- Trichoglossus haematodus stresemanni
- Trichoglossus haematodus fortis
- Trichoglossus haematodus moluccanus — обитает на востоке Австралии и Тасмании.
- Trichoglossus haematodus weberi
- Trichoglossus haematodus flavotectus
- Trichoglossus haematodus caeruleiceps — обитает на южном побережье Новой Гвинеи
- Trichoglossus haematodus deplanchii — обитает в Новой Каледонии и на островах Loyalty.

Международный союз орнитологов выделяет 8 подвидов:
- Trichoglossus haematodus haematodus — обитает на западе Новой Гвинеи.
- Trichoglossus haematodus caeruleiceps — обитает на южном побережье Новой Гвинеи
- Trichoglossus haematodus micropteryx
- Trichoglossus haematodus flavicans — обитает на островах Сент-Маттайас и Адмиралтейства.
- Trichoglossus haematodus nigrogularis — обитает на островах Кай, Ару и юге Новой Гвинеи.
- Trichoglossus haematodus nesophilus — обитает на островах Ninigo и Hermit.
- Trichoglossus haematodus massena — обитает на востоке Новой Гвинеи, архипелагах Луизиада и Бисмарка, Соломоновы островах и Вануату.
- Trichoglossus haematodus deplanchii — обитает в Новой Каледонии и на островах Loyalty.

## Галерея

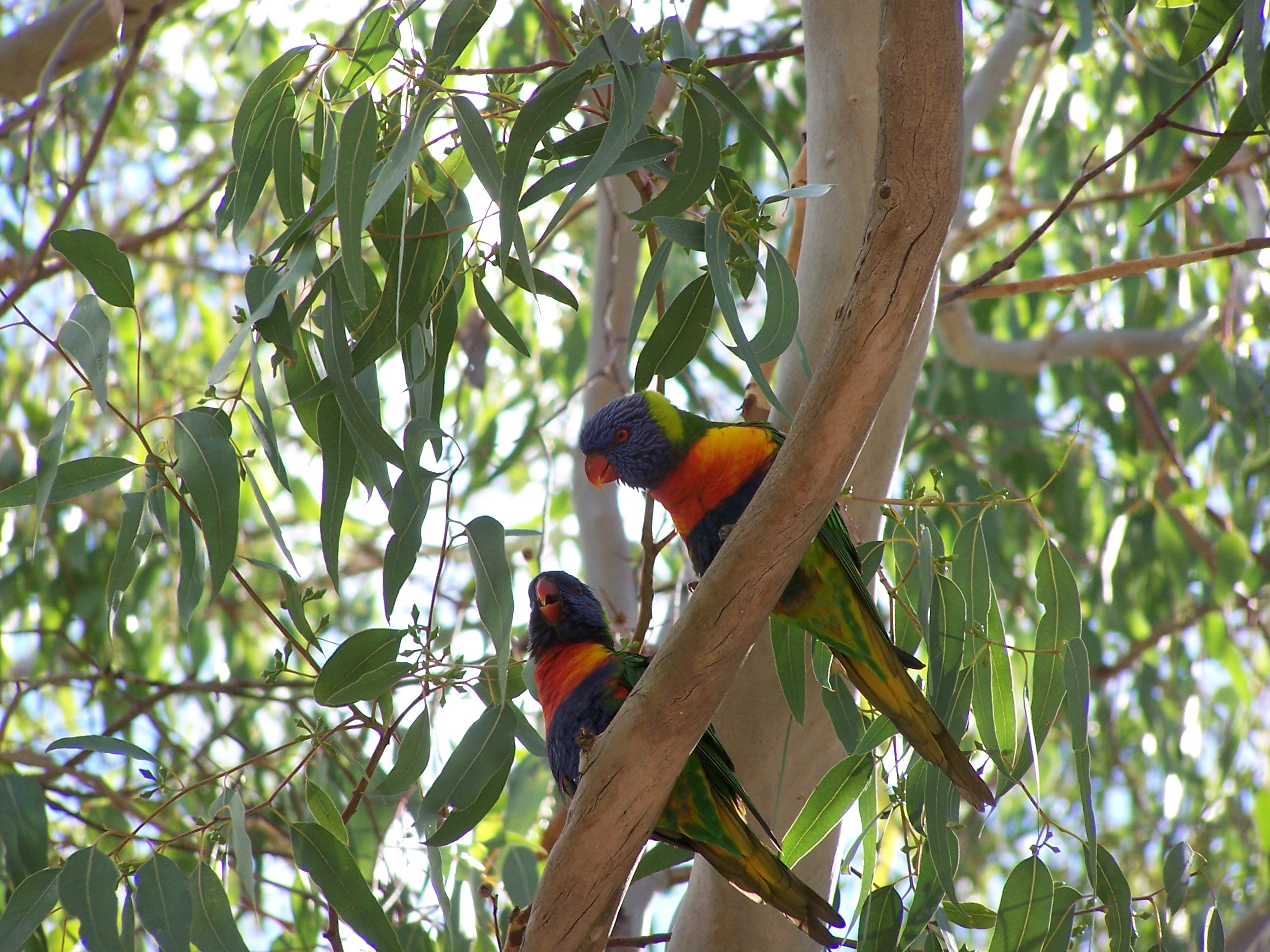
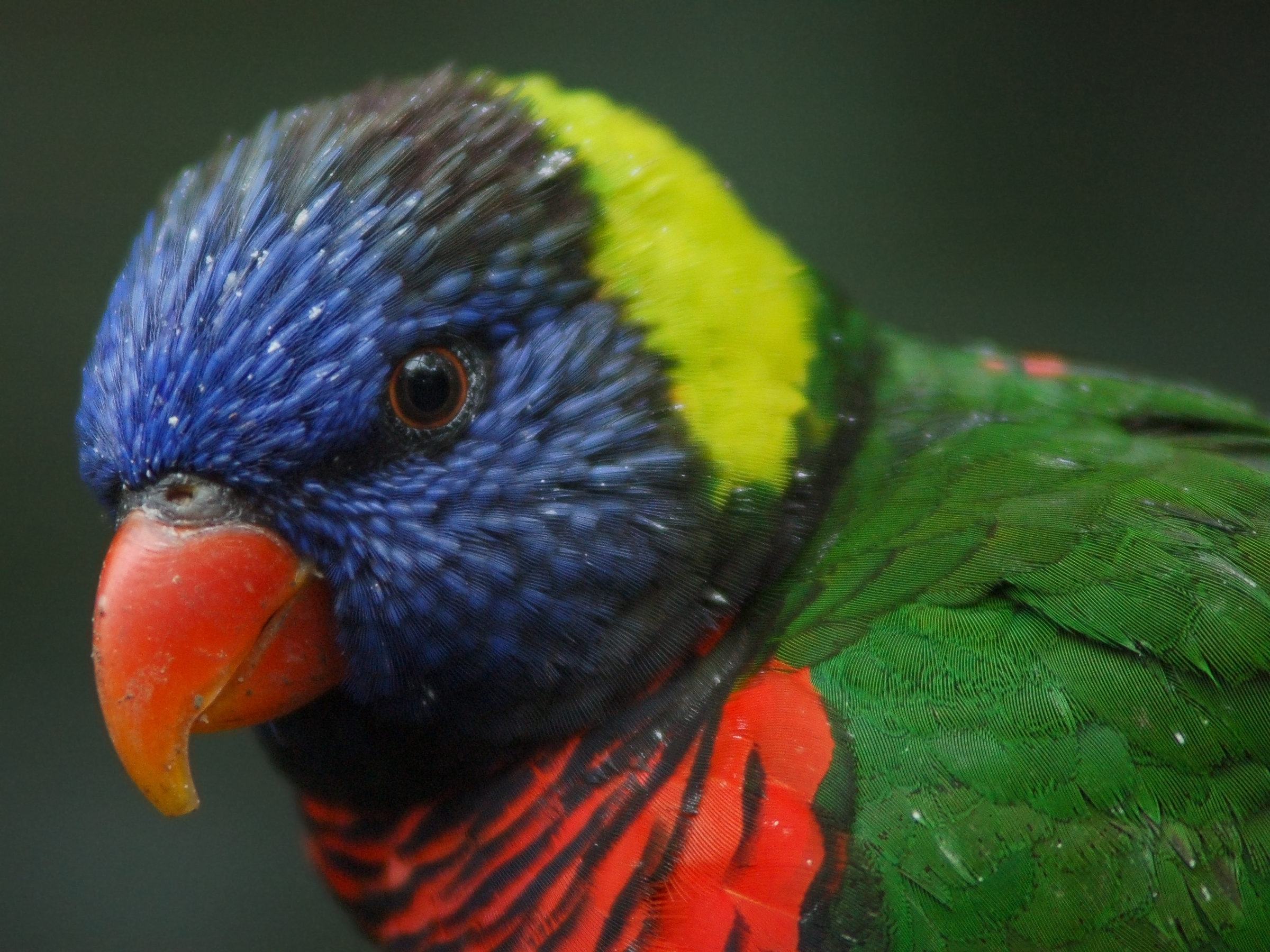
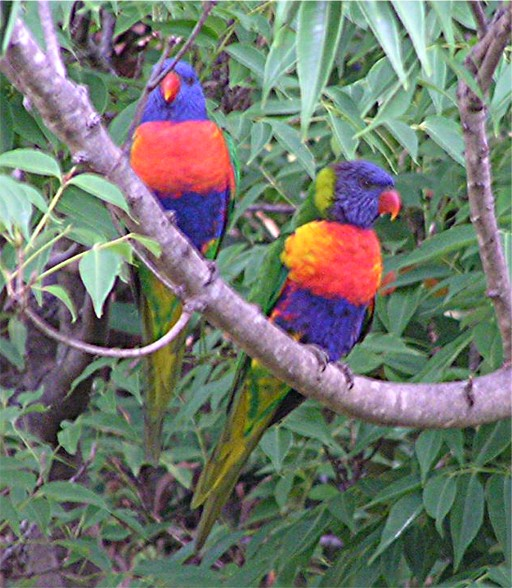
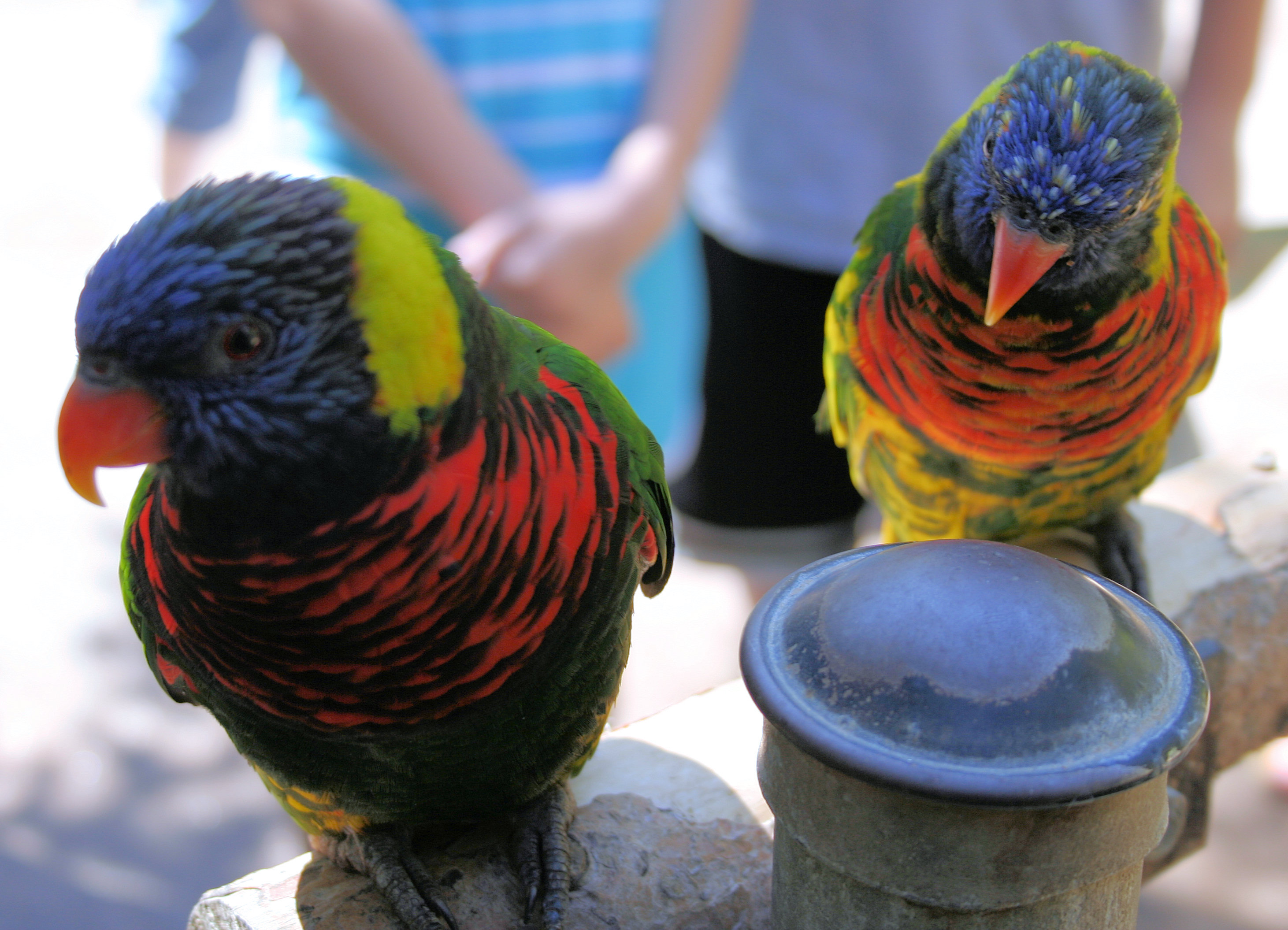
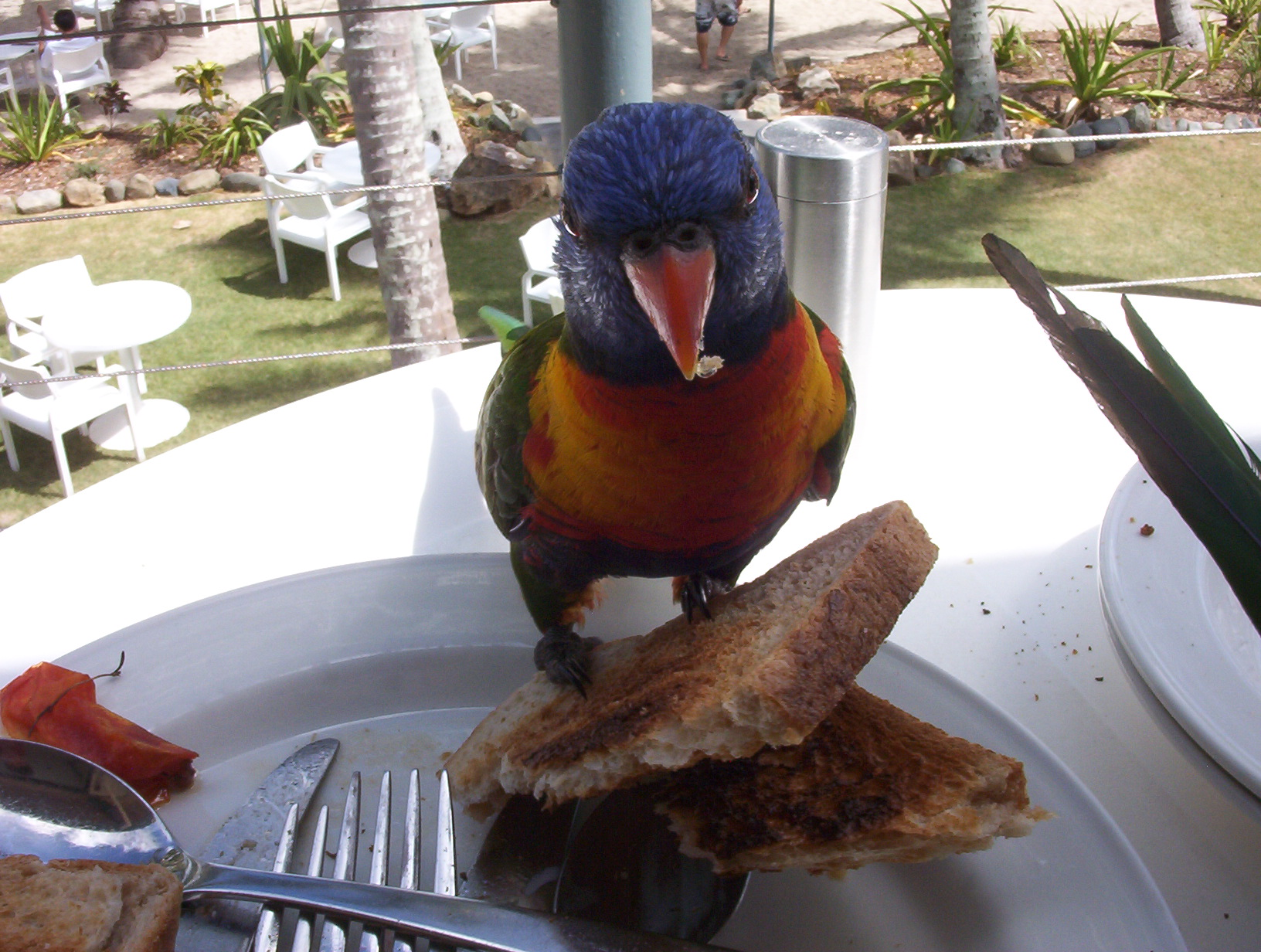
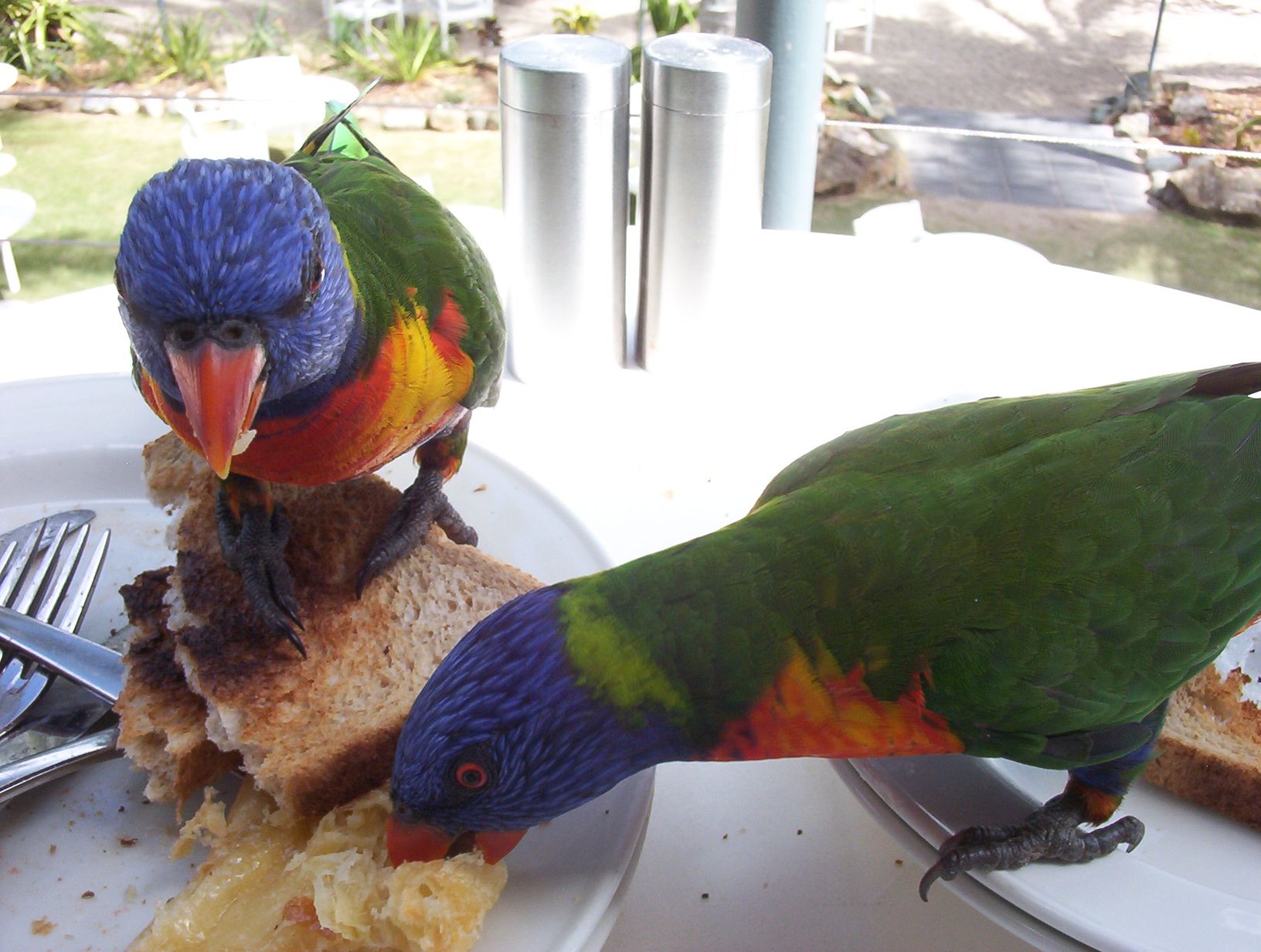
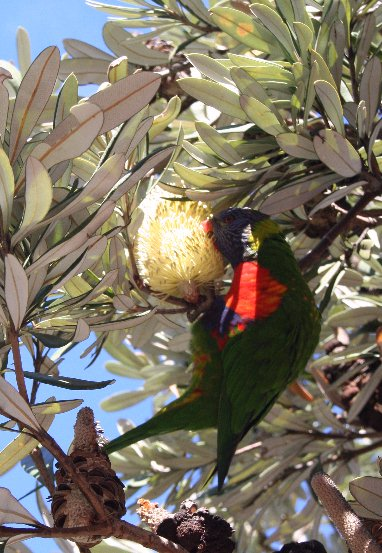
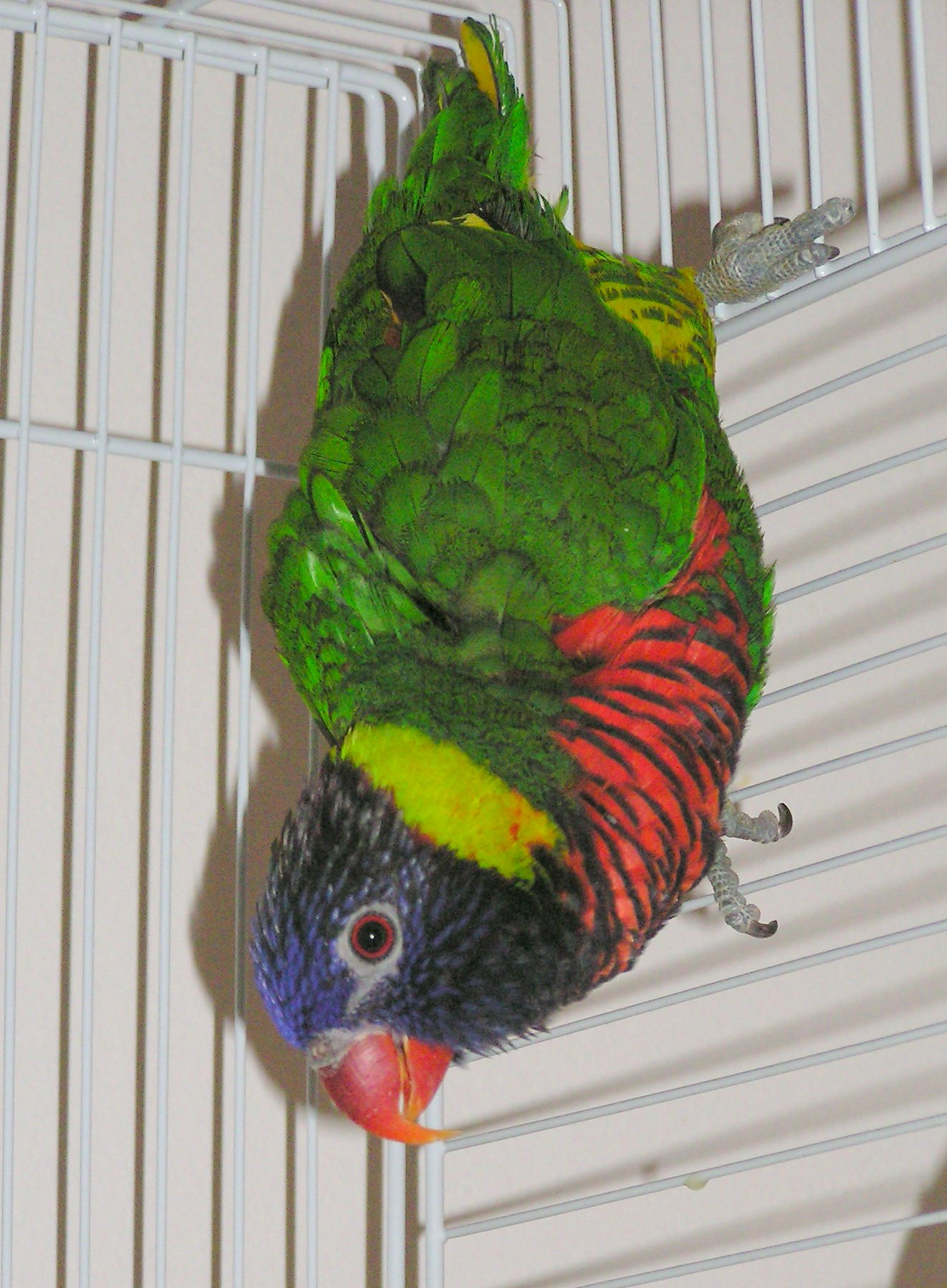
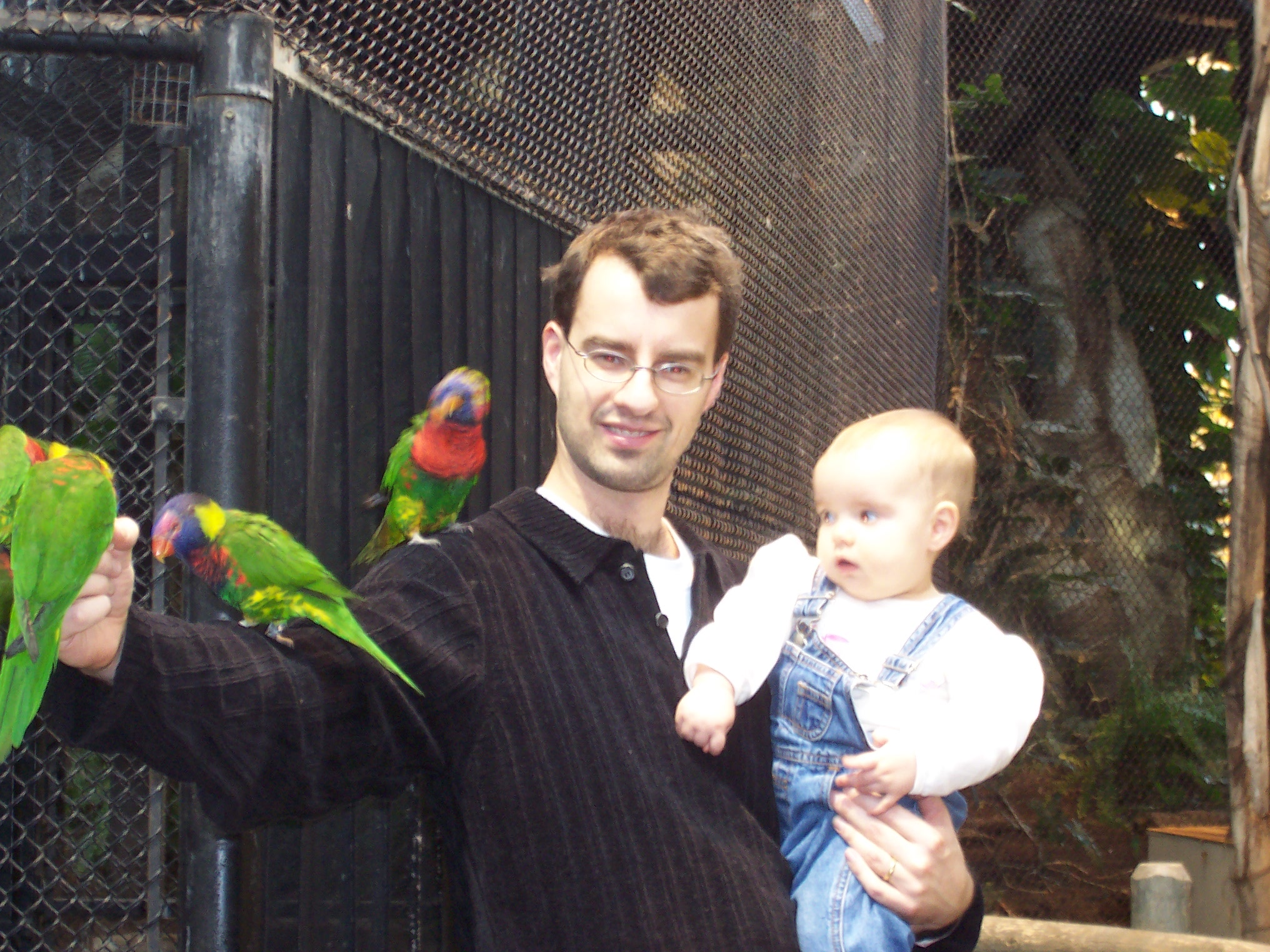
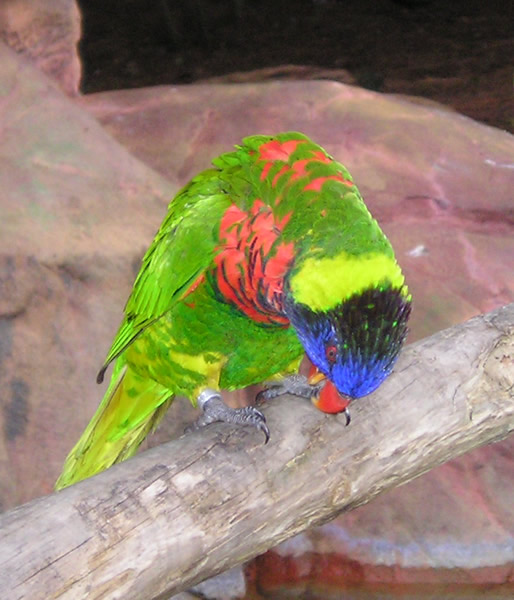
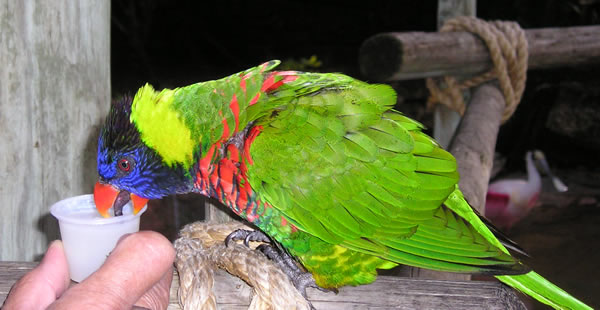
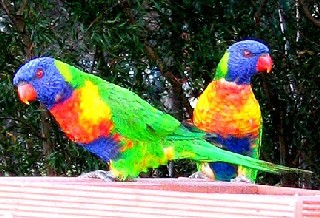